# Spinasteron sanford
Spinasteron sanford är en spindelart som beskrevs av Baehr 2003. Spinasteron sanford ingår i släktet Spinasteron och familjen Zodariidae.
Artens utbredningsområde är Northern Territory, Australien. Inga underarter finns listade i Catalogue of Life.